# 弗拉基米尔·赫尔曼
弗拉基米尔·赫尔曼（捷克語：Vladimír Herman，1929年1月24日—2015年5月26日），捷克斯洛伐克共产党领导人之一，1989年天鹅绒革命辞职。

## 获奖
- 克莱门特·哥特瓦尔德勋章（1988年12月28日）[3]
- 劳动勋章（1978年12月21日）[4]